# Dallas Comegys
Dallas Alonzo Comegys (Filadelfia, 17 agosto 1964) è un ex cestista e allenatore di pallacanestro statunitense, professionista nell'NBA e in Europa.

## Caratteristiche tecniche

Comegys nel 1991 alla Dinamo Sassari

Atleta filiforme, si è sempre distinto per le sue doti di saltatore: schiacciate, stoppate, rimbalzi sono state le sue migliori qualità nel corso della carriera.

## Carriera
Dopo aver giocato a livello liceale per la Roman Catholic High School di Filadelfia, Pennsylvania è passato alla DePaul University.
Finita la carriera NCAA è stato scelto nel draft NBA 1987 al primo giro con il numero 21 dagli Atlanta Hawks. Dopo due stagioni da comprimario a 4 punti a partita è sbarcato oltreoceano, dove ha giocato gli anni migliori in Spagna e in italia.
Ha giocato l'All Star Game della Liga ACB nel 1989 e quello dell'ULEB nel 1994. Nel 1990-91 è stato il miglior stoppatore del campionato italiano giocando nelle file della Dinamo Sassari e nel 1992-93, con la Fortitudo Bologna, ne è stato il miglior rimbalzista. Dal 1992 al 1994 ha giocato in Italia alla Fortitudo Bologna dove ha lasciato ottimi ricordi. Nel 1995-96 è stato MVP del campionato turco. Con il Maccabi Tel Aviv ha vinto la coppa nazionale israeliana.

## Palmarès

### Giocatore

#### Squadra
- Campione USBL (1991)
- Campionato israeliano: 1

Maccabi Tel Aviv: 1999-2000
- Coppa di Israele: 1

Maccabi Tel Aviv: 1999-2000

#### Individuale
- McDonald's All-American Game (1983)
- NCAA AP All-America Third Team (1987)
- All-USBL Second Team (1991)
- USBL All-Defensive Team (1992)
- Migliore nella percentuale di tiro USBL (1991)